# Vidioten
Vidioten (originaltitel: UHF) är en amerikansk komedifilm från 1989 med "Weird Al" Yankovic. I rollerna syns även Michael Richards, Fran Drescher och Victoria Jackson. Filmen fick blandad kritik när den kom ut, men har sedermera fått en kultstatus som växte fram speciellt under de år den var svårtillgänglig på VHS. Den släpptes på DVD 2002.

## Handling
Yankovic spelar den ofokuserade drömmaren George Newman som av en slump får driva en liten TV-station (Kanal 62). Överraskande lyckas han göra succé med ett antal udda program, inte minst med hjälp av städaren Stanley Spadowski (Michael Richards) som tar över ett barnprogram. Den oväntade framgången provocerar fram vrede hos en större TV-kanal och dess cyniske chef försöker ta över Kanal 62 genom att betala skulder åt ägaren, Georges onkel. Enda chansen att rädda kanalen blir att på kort tid lyckas med en insamling.

## Rollista (urval)
- "Weird Al" Yankovic - George Newman
- David Bowe - Bob Steckler/Clownen Bobbo
- Fran Drescher - Pamela Finkelstein
- Victoria Jackson - Teri Campbell
- Michael Richards - Stanley Spadowski
- Trinidad Silva - Raul
- Kevin McCarthy - R.J. Fletcher
- Dr. Demento - sig själv